# Cliff Crowley
Clifford Thomas „Cliff“ Crowley (* 13. Juni 1906 in Winnipeg, Manitoba; † 27. April 1948 ebenda) war ein kanadischer Eishockeyspieler. Bei den Olympischen Winterspielen 1932 gewann er als Mitglied der kanadischen Nationalmannschaft die Goldmedaille.

## Karriere
Cliff Crowley gewann 1931 mit dem Winnipeg Hockey Club den Allan Cup, den kanadischen Amateurmeistertitel. Bei den Winterspielen 1932 vertrat er Kanada mit dem Winnipeg Hockey Club. Er starb 1948 bereits im Alter von 41 Jahren. Im Jahr 2004 wurde er in die Manitoba Sports Hall of Fame aufgenommen.

### International
Für Kanada nahm Crowley an den Olympischen Winterspielen 1932 in Lake Placid teil, bei denen er mit seiner Mannschaft die Goldmedaille gewann.

## Erfolge und Auszeichnungen
- 1931 Allan-Cup-Gewinn mit dem Winnipeg Hockey Club
- 1932 Goldmedaille bei den Olympischen Winterspielen
- 2004 Manitoba Sports Hall of Fame